# Romeo (Michigan)
Romeo – wieś w Stanach Zjednoczonych, w stanie Michigan, w hrabstwie Macomb.